# Packet Tracer
O Packet Tracer é um programa educacional gratuito que permite simular uma rede de computadores, através de equipamentos e configurações presente em situações reais. O programa apresenta uma interface gráfica simples, com suportes multimídia (gráfica e sonora) que auxiliam na confecção das simulações.
O programa Packet Tracer foi construído para o ensino de redes de computadores com simulações baseadas nos níveis de conhecimento exigido para obter uma certificação CCNA da Cisco. Ele oferece ferramentas capaz de visualização de redes, avaliações de medições complexas além da capacidade de criação de novas redes. É possível trabalhar com múltiplos usuário no mesmo projeto através da internet.
Ele pode ser utilizado através do sistema operacional Windows (10, 11), MacOS (10.14 +), e Linux (Ubuntu). As versões atuais do programa já oferecem suporte para os novos protocolos utilizados nas indústrias e pelos governos como o IPv6, RSTP, SSH e outros.
Outra funcionalidade do programa é o activity wizard que permite a instrutores criarem cenários de rede customizados e instruções de feedbacks para avaliar seus alunos. O aluno também poderá aprender o modelo da Cisco, Internetwork Operating System (IOS), uma interface de comando de linha que facilita na configuração dos dispositivos ao invés da interface gráfica. 

## Para o estudante
O programa possibilita ao estudante de redes:
- a visualização do ambiente de rede para a criação, configuração e solução de problemas
- a criação e visualização da transmissão de pacotes virtuais através da rede criada em tempo real
- desenvolver habilidades para solução de problemas potenciais
- criar e configurar complexas topologias de redes que estão muito além ao seus equipamentos disponíveis
- encoraja o estudante a desafiar seus conhecimento em uma grande variedade de protocolos

## Suportes

### Protocolos
| Categoria             | Protocolos                                                                                     |
| --------------------- | ---------------------------------------------------------------------------------------------- |
| LAN                   | Ethernet (incluindo CSMA/CD*), 802.11 wireless (conhecida como Wi-Fi)*                         |
| Comutadores (switch): | VLANs, 802.1q, trunkingEN, VTP, DTP, STP*, RSTP, switch multicamadasEN, EtherChannelEN         |
| TCP/IP:               | HTTP, DHCP, DHCPv6, Telnet, SSH, TFTP, DNS, TCP*, UDP, IP, IPv6, ICMP, ICMPv6, ARP, IPv6 NDEN  |
| Roteamento:           | estáticoEN, rota padrão, RIPv1, RIPv2, EIGRP, OSPF (simples e múltiplo), roteamento inter-VLAN |
| WAN:                  | HDLC, PPP, Frame Relay*                                                                        |
| Outros:               | ACLs (padrão, estendido e nominal), CDP, NAT (estático, dinâmico e overload), NATv6, Sniffer   |

* indica a modelagem das limitações reais

### Equipamentos
Além do suporte de criação da topologia da rede, ele permite simular os seguintes equipamentos (modelos reais ou genéricos):
- Roteadores
- comutadores (switch)
- Host
- Concentradores (Hub)
- Pontes (Bridges)
- Wireless Access Points
- Roteadores Wireless
- Nuvens de armazenamento (Clouds)
- DSL/cable modems

Além disso, o programa permite interconectar esses dispositivos através de uma variedade de meios de transmissão.

### Requisitos Mínimos
- Processador: Pentium Intel 300 MHz ou equivalente
- Sistema Operacional: Windows 2000, Windows XP, Windows Vista e Windows 7, Fedora 7 e Ubuntu 7.10
- Memória RAM: 96 MB ou mais
- Armazenamento: 250 MB de espaço livre em disco
- Resolução de vídeo: 800 x 600 ou maior
- Macromedia Flash Player 6.0 ou maior
- Placa de Vídeo e Som

## Aquisição
Apesar do programa ser considerado gratuito ele não poderá ser baixado por qualquer pessoa. Para ter acesso, terá que criar um "login acadêmico" através de alguma instituição de ensino associada a Cisco para então baixá-lo. Na nova versão 6.2 além da possibilidade de baixar o Packet Tracer para estudante, Também se pode baixar uma edição do Professor. Mas, estas edições foram deixadas de lado à partir da versão 6.3, tornando-se novamente unificado, além de exigir um login na inicialização do próprio software (algo que não acontecia nas versões anteriores), permitindo também uma autenticação com o perfil de visitante (guest). Por fim, as versões 7.0 e 7.1 trouxeram novidades como a adição ao suporte de dispositivos e linguagens de programação para os treinamentos voltados para IoT (Internet das Coisas), mas também mais restrições, como a limitação de até 10 salvamentos caso seja utilizado o login guest.
- Wikilivros